# UFC 대회 목록
아래는 종합격투기 단체인 UFC의 대회 목록이다. 1993년 11월 12일에 첫 경기인 UFC 1이 개최되어 현재까지 개최되고 있다.

## 메인 대회

### 2012년 대회 목록
| 대회명                       | 개최날짜        | 장소                    | 개최지                                 | 입장인원 |
| ---------------------------- | --------------- | ----------------------- | -------------------------------------- | -------- |
| UFC 145                      | 2012년 3월 24일 | 벨 센터                 | 캐나다 퀘벡주 몬트리올                 |          |
| UFC 144: Edgar vs. Henderson | 2012년 2월 26일 | 사이타마 슈퍼 아레나    | 일본 사이타마현 사이타마시             |          |
| UFC 143: Diaz vs. Condit     | 2012년 2월 4일  | 맨달리 베이 이벤트 센터 | 미국 네바다주 라스베이거스             |          |
| UFC 142: Aldo vs. Mendes     | 2012년 1월 14일 | HSBC 아레나             | 브라질 리우데자네이루주 리우데자네이루 |          |

### 2011년 대회 목록
| 대회명                         | 개최날짜         | 장소                      | 개최지                                 | 입장인원 |
| ------------------------------ | ---------------- | ------------------------- | -------------------------------------- | -------- |
| UFC 141: Lesnar vs. Overeem    | 2011년 12월 30일 | MGM 그랜드 가든 아레나    | 미국 네바다주 라스베이거스             |          |
| UFC 140: Jones vs. Machida     | 2011년 12월 10일 | 에어 캐나다 센터          | 캐나다 온타리오주 토론토               |          |
| UFC 139: Shogun vs. Henderson  | 2011년 11월 19일 | HP 파빌리온               | 미국 캘리포니아주 새너제이             |          |
| UFC 138: Leben vs. Muñoz       | 2011년 11월 5일  | LG 아레나                 | 잉글랜드 버밍햄                        |          |
| UFC 137: Penn vs. Diaz         | 2011년 10월 29일 | 만날레이 베이 이벤트 센터 | 미국 네바다주 라스베이거스             |          |
| UFC 136: Edgar vs. Maynard 3   | 2011년 10월 8일  | 도요타 센터               | 미국 텍사스주 휴스턴                   |          |
| UFC 135: Jones vs. Rampage     | 2011년 9월 24일  | 펩시 센터                 | 미국 콜로라도주 덴버                   |          |
| UFC 134: Silva vs. Okami       | 2011년 8월 27일  | HSBC 아레나               | 브라질 리우데자네이루주 리우데자네이루 |          |
| UFC 133: Evans vs. Ortiz       | 2011년 8월 6일   | 웰스 파고 센터            | 미국 펜실베이니아주 피츠버그           |          |
| UFC 132: Cruz vs. Faber        | 2011년 7월 2일   | MGM 그랜드 가든 아레나    | 미국 네바다주 라스베이거스             |          |
| UFC 131: Dos Santos vs. Carwin | 2011년 6월 11일  | 로저스 아레나             | 캐나다 브리티시컬럼비아주 밴쿠버       |          |
| UFC 130: Edgar vs. Maynard 3   | 2011년 5월 28일  | MGM 그랜드 가든 아레나    | 미국 네바다주 라스베이거스             |          |
| UFC 129: St-Pierre vs. Shields | 2011년 4월 30일  | 로저스 센터               | 캐나다 온타리오주 토론토               |          |
| UFC 128: Shogun vs. Jones      | 2011년 3월 19일  | 푸르덴셜 센터             | 미국 뉴저지주 뉴어크                   |          |
| UFC 127: Penn vs. Fitch        | 2011년 2월 27일  | 에이서 아레나             | 오스트레일리아 시드니                  | 18,186   |
| UFC 126: Silva vs. Belfort     | 2011년 2월 5일   | 맨달리 베이 이벤트 센터   | 미국 네바다주 라스베이거스             | 10,893   |
| UFC 125: Resolution            | 2011년 1월 1일   | MGM 그랜드 가든 아레나    | 미국 네바다주 라스베이거스             | 12,874   |

### 2010년 대회 목록
| 대회명                          | 개최날짜         | 장소                    | 개최지                                 | 입장인원 |
| ------------------------------- | ---------------- | ----------------------- | -------------------------------------- | -------- |
| UFC 122: Marquardt vs. Okami    | 2010년 11월 13일 | 쾨니히 필스너 아레나    | 독일 노르트라인베스트팔렌주 오버하우젠 | 8,421    |
| UFC 121: Lesnar vs. Velasquez   | 2010년 10월 23일 | 혼다 센터               | 미국 캘리포니아주 애너하임             | 14,856   |
| UFC 120: Bisping vs. Akiyama    | 2010년 10월 16일 | O²아레나                | 영국 런던                              | 17,133   |
| UFC 119: Mir vs. Cro Cop        | 2010년 9월 25일  | 콘세코 필드하우스       | 미국 인디애나주 인디애나폴리스         | 15,811   |
| UFC 118: Edgar vs. Penn 2       | 2010년 8월 28일  | TD 가든                 | 미국 매사추세츠주 보스턴               | 14,168   |
| UFC 117: Silva vs. Sonnen       | 2010년 8월 7일   | 오라클 아레나           | 미국 캘리포니아주 오클랜드             | 12,971   |
| UFC 116: Lesnar vs. Carwin      | 2010년 7월 3일   | MGM 그랜드 가든 아레나  | 미국 네바다주 라스베이거스             | 12,740   |
| UFC 115: Liddell vs. Franklin   | 2010년 6월 12일  | 제너럴 모터스 플레이스  | 캐나다 브리티시컬럼비아주 밴쿠버       | 17,669   |
| UFC 114: Rampage vs. Evans      | 2010년 5월 29일  | MGM 그랜드 가든 아레나  | 미국 네바다주 라스베이거스             | 14,996   |
| UFC 113: Machida vs. Shogun 2   | 2010년 5월 8일   | 벨 센터                 | 캐나다 퀘벡주 몬트리올                 | 17,647   |
| UFC 112: Invincible             | 2010년 4월 10일  | 페라리 월드, 야스 섬    | 아랍에미리트 아부다비                  | 11,008   |
| UFC 111: St-Pierre vs. Hardy    | 2010년 3월 27일  | 푸르덴셜 센터           | 미국 뉴저지주 뉴어크                   | 17,000   |
| UFC 110: Nogueira vs. Velasquez | 2010년 2월 20일  | 에이서 아레나           | 오스트레일리아 시드니                  | 17,831   |
| UFC 109: Relentless             | 2010년 2월 6일   | 맨달리 베이 이벤트 센터 | 미국 네바다주 라스베이거스             | 10,753   |
| UFC 108: Evans vs. Silva        | 2010년 1월2일    | MGM 그랜드 가든 아레나  | 미국 네바다주 라스베이거스             | 13,529   |

### 2009년 대회 목록
| 대회명                         | 개최날짜         | 장소                        | 개최지                         | 입장인원 |
| ------------------------------ | ---------------- | --------------------------- | ------------------------------ | -------- |
| UFC 107: Penn vs. Sanchez      | 2009년 12월 12일 | 페덱스 포럼                 | 미국 테네시주 멤피스           | 13,896   |
| UFC 106: Ortiz vs. Griffin 2   | 2009년 11월 21일 | 팜스 카지노 리조트          | 미국 네바다주 라스베이거스     | 10,529   |
| UFC 105: Couture vs. Vera      | 2009년 11월 14일 | 맨체스터 이브닝 뉴스 아레나 | 영국 맨체스터                  | 16,693   |
| UFC 104: Machida vs. Shogun    | 2009년 10월 24일 | 스태이플스 센터             | 미국 캘리포니아주로스앤젤레스  | 14,892   |
| UFC 103: Franklin vs. Belfort  | 2009년 9월 19일  | 아메리칸 에어라인 센터      | 미국 텍사스주 댈러스           | 17,428   |
| UFC 102: Couture vs. Nogueira  | 2009년 8월 29일  | 로즈 가든                   | 미국 오리건주 포틀랜드         | 16,088   |
| UFC 101: Declaration           | 2009년 8월 8일   | 와코비아 센터               | 미국 펜실베이니아주 필라델피아 | 17,411   |
| UFC 100: Lesnar vs Mir         | 2009년 7월 11일  | 맨달리 베이 이벤트 센터     | 미국 네바다주 라스베이거스     | 10,871   |
| UFC 99: The Comeback           | 2009년 6월 13일  | 란세스 아레나               | 독일 쾰른                      | 12,854   |
| UFC 98: Evans vs. Machida      | 2009년 5월 23일  | MGM 그랜드 가든 아레나      | 미국 네바다주 라스베이거스     | 12,606   |
| UFC 97: Redemption             | 2009년 4월 18일  | 벨 센터                     | 캐나다 퀘벡주 몬트리올         | 21,451   |
| UFC 96: Jackson vs. Jardine    | 2009년 3월 7일   | 네이션와이드 아레나         | 미국 오하이오주 콜럼버스       | 17,033   |
| UFC 95: Sanches vs. Stevenson  | 2009년 2월 21일  | O²아레나                    | 영국 런던                      | 13,268   |
| UFC 94: St-Pierre vs. Penn 2   | 2009년 1월 31일  | MGM 그랜드 가든 아레나      | 미국 네바다주 라스베이거스     | 14,885   |
| UFC 93: Frankrin vs. Henderson | 2009년 1월 17일  | The O2                      | 아일랜드 더블린                | 9,369    |

### 2008년 대회 목록
| 대회명                        | 개최날짜         | 장소                    | 개최지                       | 입장인원 |
| ----------------------------- | ---------------- | ----------------------- | ---------------------------- | -------- |
| UFC 92: The Ultimate 2008     | 2008년 12월 27일 | MGM 그랜드 가든 아레나  | 미국 네바다주 라스베이거스   | 14,166   |
| UFC 91: Couture vs. Lesnar    | 2008년 11월 15일 | MGM 그랜드 가든 아레나  | 미국 네바다주 라스베이거스   | 14,272   |
| UFC 90: Silva vs. Cote        | 2008년 10월 25일 | 올스테이트 아레나       | 미국 일리노이주 로즈몬트     | 15,359   |
| UFC 89: Bisping vs. Leben     | 2008년 10월 18일 | 내셔널 인도어 아레나    | 영국 버밍엄                  | 9,515    |
| UFC 88: Breakthrough          | 2008년 9월 6일   | 필립스 아레나           | 미국 조지아주 애틀랜타       | 14,736   |
| UFC 87: Seek and Destroy      | 2008년 8월 9일   | 타겟 센터               | 미국 미네소타주 미니애폴리스 | 15,087   |
| UFC 86: Jackson vs. Griffin   | 2008년 7월 5일   | 맨달리 베이 이벤트 센터 | 미국 네바다주 라스베이거스   | 10,990   |
| UFC 85: Bedlam                | 2008년 6월 7일   | O²아레나                | 영국 런던                    | 15,327   |
| UFC 84: Ill Will              | 2008년 5월 24일  | MGM 그랜드 가든 아레나  | 미국 네바다주 라스베이거스   | 14,773   |
| UFC 83: Serra vs. St-Pierre 2 | 2008년 4월 19일  | 벨 센터                 | 캐나다 퀘벡주 몬트리올       | 21,390   |
| UFC 82: Pride of a Champion   | 2008년 3월 1일   | 네이션와이드 아레나     | 미국 오하이오주 콜럼버스     | 16,431   |
| UFC 81: Breaking Point        | 2008년 2월 2일   | MGM 그랜드 가든 아레나  | 미국 네바다주 라스베이거스   | 10,583   |
| UFC 80: Rapid Fire            | 2008년 1월 19일  | 메트로 라디오 아레나    | 영국 뉴캐슬                  | 8,412    |

### 2007년 경기 목록
| 대회명                        | 개최날짜         | 장소                        | 개최지                       | 입장인원 |
| ----------------------------- | ---------------- | --------------------------- | ---------------------------- | -------- |
| UFC 79: Nemesis               | 2007년 12월 29일 | 맨달리 베이 이벤트 센터     | 미국 네바다주 라스베이거스   | 11,075   |
| UFC 78: Validation            | 2007년 11월 17일 | 푸르덴셜 센터               | 미국 뉴저지주 뉴어크         | 14,071   |
| UFC 77: Hostile Territory     | 2007년 10월 20일 | US뱅크 아레나               | 미국 오하이오주 신시내티     | 16,054   |
| UFC 76: Knockout              | 2007년 9월 22일  | 혼다 센터                   | 미국 캘리포니아주 애너하임   | 13,770   |
| UFC 75: Champion vs. Champion | 2007년 9월 8일   | O²아레나                    | 영국 런던                    | 16,235   |
| UFC 74: Respect               | 2007년 8월 25일  | 맨달리 베이 이벤트 센터     | 미국 네바다주 라스베이거스   | 11,065   |
| UFC 73: Stacked               | 2007년 7월 7일   | 아크로 아레나               | 미국 캘리포니아주 새크라멘토 | 13,183   |
| UFC 72: Victory               | 2007년 6월 16일  | 오딧세이 아레나             | 영국 벨파스트                | 7,850    |
| UFC 71: Liddell vs. Jackson   | 2007년 5월 26일  | MGM 그랜드 가든 아레나      | 미국 네바다주 라스베이거스   | 14,728   |
| UFC 70: Nations Collide       | 2007년 4월 21일  | 맨체스터 이브닝 뉴스 아레나 | 영국 맨체스터                | 15,114   |
| UFC 69: Shootout              | 2007년 4월 7일   | 토요타 센터                 | 미국 텍사스주 휴스턴         | 15,269   |
| UFC 68: The Uprising          | 2007년 3월 3일   | 네이션와이드 아레나         | 미국 오하이오주 콜럼버스     | 19,079   |
| UFC 67: All or Nothing        | 2007년 2월 3일   | 맨달리 베이 이벤트 센터     | 미국 네바다주 라스베이거스   | 10,787   |

### 2006년 대회 목록
| 대회명                        | 개최날짜         | 장소                        | 개최지                         | 입장인원 |
| ----------------------------- | ---------------- | --------------------------- | ------------------------------ | -------- |
| UFC 66: Liddell vs. Ortiz 2   | 2006년 12월 30일 | MGM 그랜드 가든 아레나      | 미국 네바다주 라스베이거스     | 13,671   |
| UFC 65: Bad Intentions        | 2006년 11월 18일 | 알코 아레나                 | 미국 캘리포니아주 새크라멘토   | 14,666   |
| UFC 64: Unstoppable           | 2006년 10월 14일 | 맨달리 베이 이벤트 센터     | 미국 네바다주 라스베이거스     | 10,173   |
| UFC 63: Hughes vs. Penn       | 2006년 9월 23일  | 혼다 센터                   | 미국 캘리포니아주 애너하임     | 12,604   |
| UFC 62: Liddell vs. Sobral    | 2006년 8월 26일  | 맨달리 베이 이벤트 센터     | 미국 네바다주 라스베이거스     | 10,503   |
| UFC 61: Bitter Rivals         | 2006년 7월 8일   | 맨달리 베이 이벤트 센터     | 미국 네바다주 라스베이거스     | 11,167   |
| UFC 60: Hughes vs. Gracie     | 2006년 5월 27일  | 스테이플 센터               | 미국 캘리포니아주 로스앤젤레스 | 14,765   |
| UFC 59: Reality Check         | 2006년 4월 15일  | 애로 헤드폰드 오브 애너하임 | 미국 캘리포니아주 애너하임     | 13,814   |
| UFC 58: USA vs. Canada        | 2006년 3월 4일   | 맨달리 베이 이벤트 센터     | 미국 네바다주 라스베이거스     | 9,569    |
| UFC 57: Liddell vs. Couture 3 | 2006년 2월 4일   | 맨달리 베이 이벤트 센터     | 미국 네바다주 라스베이거스     | 10,659   |

### 2005년 이전 대회 목록
| 대회명                              | 개최날짜         | 장소                          | 개최지                       | 입장인원 |
| ----------------------------------- | ---------------- | ----------------------------- | ---------------------------- | -------- |
| UFC 56: Full Force                  | 2005년 11월 19일 | MGM 그랜드 가든 아레나        | 미국 네바다주 라스베이거스   | 12,000   |
| UFC 55: Fury                        | 2005년 10월 7일  | 모히간 선 아레나              | 미국 코네티컷주 몽트빌       | 8,000    |
| UFC 54: Boiling Point               | 2005년 8월 20일  | MGM 그랜드 가든 아레나        | 미국 네바다주 라스베이거스   | 13,520   |
| UFC 53: Heavy Hitters               | 2005년 6월 4일   | 보드워크 홀                   | 미국 뉴저지주 애틀랜틱시티   | 12,000   |
| UFC 52: Couture vs. Liddell 2       | 2005년 4월 16일  | MGM 그랜드 가든 아레나        | 미국 네바다주 라스베이거스   | 14,562   |
| UFC 51: Super Saturday              | 2005년 2월 5일   | 맨달리 베이 이벤트 센터       | 미국 네바다주 라스베이거스   | 11,072   |
| UFC 50: The War of '04              | 2004년 10월 22일 | 볼드워크 홀                   | 미국 뉴저지주 애틀랜틱시티   | 9,000    |
| UFC 49: Unfinished Business         | 2004년 8월 21일  | MGM 그랜드 가든 아레나        | 미국 네바다주 라스베이거스   | 12,100   |
| UFC 48: Payback                     | 2004년 6월 19일  | 맨달리 베이 이벤트 센터       | 미국 네바다주 라스베이거스   | 10,000   |
| UFC 47: It's On!                    | 2004년 4월 2일   | 맨달리 베이 이벤트 센터       | 미국 네바다주 라스베이거스   | 11,437   |
| UFC 46: Supernatural                | 2004년 1월 31일  | 맨달리 베이 이벤트 센터       | 미국 네바다주 라스베이거스   | 10,700   |
| UFC 45: Revolution                  | 2003년 11월 21일 | 모히간 선 아레나              | 미국 코네티컷주 몽트빌       | 9,200    |
| UFC 44: Undisputed                  | 2003년 9월 26일  | 맨달리 베이 이벤트 센터       | 미국 네바다주 라스베이거스   | 10,400   |
| UFC 43: Meltdown                    | 2003년 6월 6일   | 토마스 & 맥 센터              | 미국 네바다주 라스베이거스   | 9,800    |
| UFC 42: Sudden Impact               | 2003년 4월 25일  | 아메리칸 에어라인 아레나      | 미국 플로리다주 마이애미     | 7,500    |
| UFC 41: Onslaught                   | 2003년 2월 28일  | 보드워크 홀                   | 미국 뉴저지주 애틀랜틱시티   | 11,707   |
| UFC 40: Vendetta                    | 2002년 11월 22일 | MGM 그랜드 가든 아레나        | 미국 네바다주 라스베이거스   | 13,770   |
| UFC 39: The Warriors Return         | 2002년 9월 27일  | 모히간 선 아레나              | 미국 코네티컷주 몽트빌       | 7,800    |
| UFC 38: Brawl at the Hall           | 2002년 7월 13일  | 로얄 알버트 홀                | 영국 런던                    | 5,000    |
| UFC 37.5: As Real As It Gets        | 2002년 6월 22일  | 벨라지오                      | 미국 네바다주 라스베이거스   | 3,700    |
| UFC 37: High Impact                 | 2002년 5월 10일  | 센추리텔 센터                 | 미국 루이지애나주 보저시티   | 7,200    |
| UFC 36: Worlds Collide              | 2002년 3월 22일  | MGM 그랜드 가든 아레나        | 미국 네바다주 라스베이거스   | 10,000   |
| UFC 35: Throwdown                   | 2002년 1월 11일  | 모히간 선 아레나              | 미국 코네티컷주 몽트빌       | 9,600    |
| UFC 34: High Voltage                | 2001년 11월 2일  | MGM 그랜드 가든 아레나        | 미국 네바다주 라스베이거스   | 9,000    |
| UFC 33: Victory in Vegas            | 2001년 9월 28일  | 맨달리 베이 이벤트 센터       | 미국 네바다주 라스베이거스   | 9,500    |
| UFC 32: Showdown in the Meadowlands | 2001년 6월 29일  | 콘티넨탈 에어라인 아레나      | 미국 뉴저지주 이스트러더포드 | 12,500   |
| UFC 31: Locked and Loaded           | 2001년 5월 4일   | 트럼프 타지마할 카지노 리조트 | 미국 뉴저지주 애틀랜틱시티   |          |
| UFC 30: Battle on the Boardwalk     | 2001년 2월 23일  | 트럼프 타지마할 카지노 리조트 | 미국 뉴저지주 애틀랜틱시티   | 3,000    |

### 2000년 이전 대회 목록
| 대회명                                    | 개최날짜         | 장소                           | 개최지                            | 입장인원 |
| ----------------------------------------- | ---------------- | ------------------------------ | --------------------------------- | -------- |
| UFC 29: Defense of the Belts              | 2000년 12월 16일 | 디퍼 아리아케 아레나           | 일본 도쿄                         |          |
| UFC 28: High Stakes                       | 2000년 11월 17일 | 트럼프 타지마할 카지노 리조트  | 미국 뉴저지주 애틀랜틱시티        |          |
| UFC 27: Ultimate Bad Boyz                 | 2000년 9월 22일  | 레이크 프론트 아레나           | 미국 루이지애나주 뉴올리언스      |          |
| UFC 26: Ultimate Field of Dreams          | 2000년 6월 9일   | FS 이벤트 센터                 | 미국 아이오와주 시더래피즈        | 1,100    |
| UFC 25: Ultimate Japan 3                  | 2000년 4월 14일  | 국립 요요기 경기장             | 일본 도쿄도 시부야구              |          |
| UFC 24: First Defense                     | 2000년 3월 10일  | 래이크 찰스 시빅 센터          | 미국 루이지애나주 레이크 찰스     |          |
| UFC 23: Ultimate Japan 2                  | 1999년 11월 14일 | 도쿄 배이 NK 홀                | 일본 지바현 우라야스시            |          |
| UFC 22: There Can Be Only One Champion    | 1999년 9월 24일  | 래이크 찰스 시빅 센터          | 미국 루이지애나주 레이크 찰스     |          |
| UFC 21: Return of the Champions           | 1999년 7월 16일  | FS 이벤트 센터                 | 미국 아이오와주 시더래피즈        |          |
| UFC 20: Battle for the Gold               | 1999년 5월 7일   | 보우트웰 오도토리움            | 미국 앨라배마주 버밍햄            |          |
| UFC 19: Ultimate Young Guns               | 1999년 3월 5일   | 카지노 매직 베이 세인트 루이스 | 미국 미시시피주 베이 세인트루이스 |          |
| UFC 18: The Road to the Heavyweight Title | 1999년 1월 8일   | 폰처트레인 센터                | 미국 루이지애나주 뉴올리언스      |          |
| UFC Brazil: Ultimate Brazil               | 1998년 10월 16일 | Ginásio da Portuguesa          | 브라질 상파울루                   |          |
| UFC 17: Redemption                        | 1998년 5월 15일  | 모빌 시빅 센터                 | 미국 앨라배마주 모빌              |          |
| UFC 16: Battle in the Bayou               | 1998년 3월 13일  | 폰처트레인 센터                | 미국 루이지애나주 뉴올리언스      | 4,600    |
| UFC Japan: Ultimate Japan                 | 1997년 12월 21일 | 요코하마 아레나                | 일본 요코하마                     | 5,000    |
| UFC 15: Collision Course                  | 1997년 10월 17일 | 카지노 매직 베이 세인트 루이스 | 미국 미시시피주 베이 세인트루이스 |          |
| UFC 14: Showdown                          | 1997년 7월 27일  | 보우트웰 오도토리움            | 미국 앨라배마주 버밍햄            | 5,000    |
| UFC 13: The Ultimate Force                | 1997년 5월 30일  | 오거스타 시빅 센터             | 미국 조지아주 오거스타            | 5,100    |
| UFC 12: Judgement Day                     | 1997년 2월 7일   | 도선 시빅 센터                 | 미국 앨라배마주 도선              | 3,100    |
| UFC The Ultimate Ultimate 2               | 1996년 12월 7일  | 페어 파크 아레나               | 미국 앨라배마주 버밍햄            | 6,000    |
| UFC 11: The Proving Ground                | 1996년 9월 20일  | 오거스타 시빅 센터             | 미국 조지아주 오거스타            | 4,500    |
| UFC 10: The Tournament                    | 1996년 7월 12일  | 페어 파크 아레나               | 미국 앨라배마주 버밍햄            | 4,300    |
| UFC 9: Motor City Madness                 | 1996년 5월 17일  | 코보 아레나                    | 미국 미시간주 디트로이트          | 10,000   |
| UFC 8: David vs. Goliath                  | 1996년 2월 16일  | 콜리세오 루벤 로드리게즈       | 푸에르토리코 산후안               | 13,000   |
| UFC The Ultimate Ultimate                 | 1995년 12월 16일 | 맴모스 가든                    | 미국 콜로라도주덴버               | 2,800    |
| UFC 7: The Brawl in Buffalo               | 1995년 9월 8일   | 버펄로 메모리얼 오더토리움     | 미국 뉴욕주 버펄로                | 9,000    |
| UFC 6: Clash of The Titans                | 1995년 7월 14일  | 캐스퍼 이벤트 센터             | 미국 와이오밍주 캐스퍼            | 2,700    |
| UFC 5: The Return of The Beast            | 1995년 4월 7일   | 인디펜던스 아레나              | 미국 노스캐롤라이나주 샬럿        | 6,000    |
| UFC 4: Revenge of The Warriors            | 1994년 12월 16일 | 엑스포 스퀘어 파빌리온         | 미국 오클라호마주 털사            | 5,857    |
| UFC 3: The American Dream                 | 1994년 9월 9일   | 그래디 콜 센터                 | 미국 노스캐롤라이나주 샬럿        |          |
| UFC 2: No Way Out                         | 1994년 3월 11일  | 맴모스 가든                    | 미국 콜로라도주 덴버              | 2,000    |
| UFC 1: The Beginning                      | 1993년 11월 12일 | 맥니콜스 스포츠 아레나         | 미국 콜로라도주 덴버              | 2,800    |